# Erlangea tomentosa
Espèce
Erlangea tomentosa est une espèce de plantes à fleurs de la famille des Asteraceae et du genre Erlangea trouvée en Afrique tropicale.
La plante est aussi connue comme Bothriocline longipes.